# Elżbieta Golińska
Elżbieta Golińska (ur. 25 grudnia 1954 we Wrocławiu) – polska aktorka filmowa, teatralna i dubbingowa, kostiumolog oraz scenograf.

## Życiorys
W 1978 roku ukończyła studia na Wydziale Lalkarskim PWST w Krakowie, filia we Wrocławiu. Wystąpiła w filmach: Wielki bieg, Wolny strzelec, Odwet, Szklany dom, Liceum czarnej magii, gościnnie w serialach Popielec, Życie jak poker, Świat według Kiepskich i Pierwsza miłość oraz w spektaklu Dziękuję za służbę. Była też kostiumologiem w filmach Jeśli się odnajdziemy, Wyjście awaryjne, Podróż nad morze, Synteza, Ceremonia pogrzebowa i Kronika wypadków. Dubbinguje również w serialach animowanych: Włatcy móch (Pani Frał, Zakonnica, Jeanette, Halina Orlewska z serialu „Ogniste uczucia”), Sekretny świat misia Beniamina, Kropelka – przygody z wodą.

## Filmografia
- 2007: Pierwsza miłość jako sędzia Sądu Rejonowego we Wrocławiu (gościnnie)
- 2000: Nie ma zmiłuj
- 1999: Świat według Kiepskich jako kobieta (gościnnie)
- 1998: Liceum czarnej magii jako nauczycielka na koncercie
- 1998-1999: Życie jak poker jako doktor Bożena Szpak
- 1989: Szklany dom jako koleżanka Wandy
- 1984: Trapez
- 1982: Popielec jako Jadźka
- 1982: Odwet jako panna młoda
- 1981: Wielki bieg jako koleżanka Janki
- 1981: Wolny strzelec

## Dubbing
- 2024: Włatcy móch: One – Pani Frał
- 2009: Włatcy móch: Ćmoki, czopki i mondzioły – Pani Frał
- 2007: Pana Magorium cudowne emporium
- 2006-2011, od 2017: Włatcy móch –
  - Pani Frał,
  - Zakonnica,
  - Janette,
  - Halina Orlewska (odcinek 28),
  - Nauczycielka angielskiego (odcinek 124)
- 2003-2006: Sekretny świat misia Beniamina
- 2002: Kropelka – przygody z wodą
- 1989: Nowy Testament